# 湘潭大学
湘潭大学（英語: Xiangtan University）は、中国湖南省湘潭市雨湖区に本部を置く中国の全日制公立総合大学大学。1958年創立、1978年大学設置。中国共産党指導者・毛沢東の提唱により創立され、同年9月10日に毛沢東自身が「湘潭大学」と校名を揮毫した。2022年には国家の「双一流（世界一流大学および一流学科建設計画）」に選定された。
湖南省人民政府が設置し、教育部および国家国防科技工業局との省部共建により運営されている。
1959年に一時停校となったが、1974年に鄧小平らの承認のもとで復校し、文・理・工を中心とする総合大学として再出発した。1978年には国務院により全国重点大学の一つに指定され、1981年には中国初の修士学位授与機関のひとつに認定された。2022年には国家の「双一流（世界一流大学および一流学科建設計画）」に選定された。
本学は、「珠峰計画」「101計画」「英才計画」「111計画」「国家応用数学センター」「国家知的財産情報サービスセンター」「新工科研究・実践プロジェクト」「国家級起業・革新学院」「卓越法律人材教育養成計画」「大学生創新実験計画」など、国家レベルの多数の重点教育・研究プロジェクトに参画している。また、中国政府奨学金の外国人留学生受け入れ大学、国家特許協同運用試点大学、卒業生就職優良大学にも指定されている。
国際交流においては、「一帯一路」大学連盟、アジア太平洋宇宙法連盟、eduroam国際連盟、「長江―ヴォルガ」大学連盟などのメンバーであり、「長江中流都市群双一流大学連盟」では副理事長校を務めている。2024年11月時点で、湘潭大学のキャンパス面積は約194万平方メートルに達し、学部課程として76の専攻を開設している。
2024年12月現在、同大学には大学院および24の学院・教学部が設置されており、博士後期課程の研究を支える博士後研究流動ステーションが16か所、博士課程の設置分野（第一級学科）が18、修士課程の第一級学科が33、さらに22の専門職学位プログラムを有する。
専任教員数は1,938人、全日制在籍学生数は41,626人であり、そのうち博士・修士課程の大学院生は11,000人を占めている。。

## 沿革
- 1958年、毛沢東主席の直接の提唱により湘潭大学が創立された。同年9月10日には、毛主席自らが「湘潭大学」の校名を揮毫し、「湘潭大学を必ず良い大学に育てるように」との言葉を残した。
- 文化大革命期間、学校閉校。
- 1974年3月、鄧小平・李先念ら中央指導部の承認を受けて、湘潭大学の再建が正式に決定され、文・理・工を中心とする総合大学としての方針が示されるとともに、国家計画委員会から建設資金が特別に支給された。同年4月5日には、湖南省委員会が李振軍省委員会書記らを中心に「湘潭大学復興工作委員会」を設置し、復校準備が本格的に進められた。
- 1975年9月：復校後初の入学式を開催。全国から3,000件以上の赴任希望があり、北京大学、清華大学、復旦大学など全国約90校から優秀な教員622名が着任。
- 1977年：張勇が復校後初代党委書記に就任。湖南省委員会書記・李振軍が初代学長に任命される。
- 1978年：国務院により、全国16の総合性「全国重点大学」のひとつに指定される。
- 1981年：中国初の修士学位授与機関の一つに認定される。
- 1997年：湖南省初の大学董事会を設立。常務副省長・王克英が董事長に就任。
- 2005年：教育部と湖南省政府が湘潭大学への重点支援協定を締結。
- 2008年：法学院が「国家級法学人材育成モデル実験区」に指定される（全国10校のうちの1校）。
- 2010年：湖南省知識産権局と知的財産学院を共同設立。教育部「中非高校20+20協力計画」に選出。
- 2012年：国家「中西部高校基礎能力建設工程」および全国66校の情報化試点校に選定。
- 2013年：湖南省政府と国家国防科技工業局が共建協定を締結。
- 2014年：西北核技術研究所と「材料科学与工程学院」を共建。欧陽暁平院士が初代院長に就任。
- 2015年：北京大学と交流協定を締結。国家特許協同運用試点大学に認定。
- 2016年：最高人民法院の「多元化紛争解決機構研究基地」および「中国紅色旅游発展研究基地」が設置される。
- 2017年：全国初の「信用リスク管理学院」を設立。北京大学と共同で「湖南先進センサ・情報技術協同革新研究院」を設立。
- 2018年：教育部と湖南省が「双一流」建設協定を締結。中国航天員訓練センターと戦略協定を締結。
- 2019年：北京大学、清華大学などと「湘潭大学マルクス主義理論学科支援協定」を締結。中国建設銀行と戦略協定を締結。「空間知能計算・データ処理研究センター」設立。
- 2020年：国家応用数学センター（湖南）に認定。5億元規模の特許譲渡契約を締結。
- 2021年：京東グループ等と「湘潭市京東スマートシティ・ビッグデータ研究院」を共建。附属実験学校を開校。数学拔尖学生基地が国家計画に選定。
- 2022年：国家「双一流」建設大学に再選定され、数学が「世界一流学科」に選ばれる。「英才計画」実施大学、「国家級創新創業学院」にも選定。
- 2023年：校友企業より1,000万元の教育基金寄付。紀検監察研究院や党史研究院など複数の研究機関を設立。
- 2024年：
  - 3月：国家革命文物協同研究センターに指定（韶山毛沢東記念館と共同）。
  - 5月：「中非高校百校協力計画」における中方メンバー大学（国家社会ガバナンス分野）に選定。
  - 7月：「湘大星」命名式を開催（湖南省で初めて小惑星名を持つ大学）。
  - 9月：復校50周年記念行事を開催。企業から総額2.6億元の寄付、さらに霍英東教育基金会から1,800万元のプール建設寄付。
  - 11月：湘潭大学湘江卓越工程師学院（湘江卓越エンジニア学院）が設立される。
  - 12月：湖南省人民検察院と湘潭大学が「全面戦略協力枠組協定」を締結。

## 基礎データ
- 所在地
  - 湘潭市 雨湖区
- 校訓
  - 「博学篤行、盛徳日新」
- 校歌
  - 「湘潭大学校歌」。王佑貴作曲。

## 組織
2024年11月時点で、湘潭大学は76の学部専攻を開設している。2024年12月時点では、大学院および24の学院・教学部を設置し、学問分野は哲学、経済学、法学、教育学、文学、歴史学、理学、工学、管理学、芸術学の10大分野を網羅している。「学院」も「系」も日本の大学の学部にほぼ相当する。
| | |
| - 哲学系 - 歴史系 - 商学院 - 公共管理学院 - 旅遊管理学院 - 法学院 - 知識産権学院 - マルクス主義学院 - 文学・新聞学院 - 外国語学院 - 数学・計算科学学院 - 材料科学・工程学院 - 物理・光電工程学院 | - 化学学院 - 化工学院 - 機械工程学院 - 信息工程学院 - 土木工程・力学学院 - 国際交流学院 - 芸術学院 - 興湘学院 - 能源工程学院 - 職業技術学院 - 大学英語教学部 - 体育教学部 |

## 附属機関

### 附属図書館
- 湖南大学図書館 - 蔵書数は全館合計で約291万冊

## 湖南大学の人物一覧

### 教授
- 学長：黄雲清
- 党委書記：章兢

### 歴代学長
| 就任年月   | 退任年月   | 歴代学長 |
| ---------- | ---------- | -------- |
| 1958年9月  | 1959年7月  | 王三明   |
| 1977年7月  | 1978年5月  | 李振軍   |
| 1978年5月  | 1981年12月 | 張勇     |
| 1981年9月  | 1984年10月 | 左維     |
| 1984年10月 | 1990年8月  | 楊向群   |
| 1990年8月  | 1994年12月 | 胡学軍   |
| 1994年12月 | 2000年4月  | 潘長良   |
| 2000年5月  | 2004年8月  | 李樹丞   |
| 2004年8月  | 2013年12月 | 羅和安   |
| 2013年12月 | 現職       | 黄雲清   |

### 歴代書記
| 就任年月   | 退任年月   | 歴代書記 |
| ---------- | ---------- | -------- |
| 1958年9月  | 1959年7月  | 馬邵湖   |
| 1977年4月  | 1984年9月  | 張勇     |
| 1984年9月  | 1988年10月 | 劉聘     |
| 1988年10月 | 1990年8月  | 陳信     |
| 1990年8月  | 1991年11月 | 鄭曾銓   |
| 1991年11月 | 1994年9月  | 胡学軍   |
| 1994年9月  | 1997年12月 | 周恵恒   |
| 1997年12月 | 2002年4月  | 石耀焜   |
| 2002年4月  | 2009年4月  | 彭国甫   |
| 2009年4月  | 2013年5月  | 肖国安   |
| 2013年5月  | 現職       | 章兢     |

### 卒業生
- 袁亜湘：中科院計算数学所原所長、中科院院士、中国運籌学会理事長
- 周向宇：中科院数学研究所原所長、中科院院士、湘潭大学数学研究所所長
- 許進超：湘潭大学計算数学所所長、北京大学長江学者講座教授
- 許小曙：科学家
- 欧進萍：大連理工大学元学長、中国振動工程学会理事長、中国工程院院士
- 余建軍：復旦大学通信系教授
- 曹道民：中科院応用数学所所長
- 周愛輝：中科院計算数学所副所長
- 李錦濤：中科院計算技術所副所長
- 陳益強：中科院計算所普適計算研究中心主任、元上海分所常務副所長
- 郭莉：中科院信息工程研究所研究室主任
- 范青華：中科院化学研究所所長助理、科技処処長
- 胡敏：新航道国際教育集団總裁、学長
- 彭鉄城：新航道副総裁
- 張小鳳：ワシントン大学終身教授
- 郭建寧：北京大学マルクス主義学院院長
- 符国群：北京大学光華管理学院市場営銷系主任
- 蒋大興：北京大学法学院教授
- 朱志偉：北京大学化学・分子工程学院院長助理、分析化学研究所副所長
- 王斌：清華大学地球系統科学研究中心教授
- 游建強：復旦大学物理系教授、長江学者
- 袁輝球：浙江大学物理系教授、長江学者
- 王勇：浙江大学材料系教授
- 陳湘舸：浙江大学法学院教授
- 周俊良：華東師大長江学者特聘教授
- 殷建平：国防科大系副主任
- 熊杏林：国防科大人文・社会科学学院副院長
- 張誠堅：華中科大数学・統計学院院長
- 劉久明：華中科大人文学院党総支書記
- 謝志強：中央党校社会学教研室副主任
- 王雪華：中山大学光電・功能復合材料研究院、長江学者
- 郭軍義：南開大学数学学院院長
- 譚紹濱：廈門大学校長助理、教務処処長、数学学院元副院長
- 趙躍宇：湖南大学学長、湖南省力学学会理事長
- 方光華：西北大学学長
- 黄雲清：湘潭大学学長、中国計算数学学会副理事長、湖南省数学会理事長
- 鍾建新：湘潭大学物理・光電工程学院院長、長江学者、湖南省物理学会理事長
- 賀躍輝：中南大学粉末冶金研究院副院長、総工程師
- 羅愛静：中南大学湘雅三医院党委書記
- 李建華：中南大学公共管理学院名誉院長、湖南城市学院院長
- 劉輝煌：湖南大学金融学院元副院長、湖南城市学院副院長
- 秦志光：電子科技大学計算機学院、示範性軟件学院院長
- 彭龍：北京外国語大学学長
- 雷躍捷：中国伝媒大学伝播研究院院長
- 彭国甫：湘潭大学元党委書記
- 張国驥：湖南師範大学党委書記
- 李伯超：湖南科技大学学長
- 田銀華：湖南科技大学党委書記
- 成洪波：東莞理工学院党委書記
- 張運華：五邑大学学長
- 羅婷：湖南女子大学党委書記
- 李建華：湖南城市学院党委書記
- 曹健華：邵陽学院党委書記
- 周益春、王継平、高協平、鄭赤建：湘潭大学副校長
- 邱運華：首都師範大学副校長
- 顔曉紅：南京郵電大学副校長
- 鄒宏如：長沙理工大学副校長
- 廖小平：中南林業科技大学副校長
- 羅成冀：南華大学党委副書記
- 熊志強：仏山大学学長
- 謝伯端：湖南工程学院元党委書記
- 周玉明：衡陽師範学院元党委書記
- 佘国華：湖南科技学院元党委書記
- 劉国生：広州広播電視大学校長
- 李振軍：元中共湖南省委書記
- 徐憲平：中華人民共和国国家発展改革委員会元副主任
- 謝勇：湖南省人大常委会副主任、民進中央常委、元湖南省高級人民法院副院長
- 楊泰波：湖南省人大常委会副主任、元省委常委、副省長
- 劉力偉：浙江省委常委、省公安庁庁長、元湖南副省長、公安庁庁長
- 趙勇：河北省委副書記、党委党校学長、元河北省委常委、常務副省長
- 李建国：中国聯通董事、副総経理、紀委書記、元湖南省委常委
- 王曉琴：湖南省政協副主席、元省人民検察院原副検察長
- 王林森：元江西省政協副主席、省委統戦部長
- 龔佳禾：湖南省人民検察院検察長
- 彭對喜：湖南省委政法委元第壹副書記、元中共湘西自治州委書記
- 印仕柏：湖南省人民検察院副検察長
- 肖卓：雲南省人民検察院副書記、副検察長
- 楊翔、郭萍、李薇：湖南省高級人民法院副院長
- 施亜雄、曾智夫、曹炯芳：湖南省委副秘書長
- 黄兆林、鍾万民、章彦武：湖南省委元副秘書長
- 李世宏：中華人民共和国国家観光局旅遊促進国際合作司司長
- 羅湘成：中華人民共和国水利部直属機関党委副書記、紀委書記
- 趙敏：中華人民共和国人力資源社会保障部弁公庁主任
- 胡若隠：中国共産党中央弁公庁正局級秘書
- 向力力：中共郴州市委書記
- 彭国甫：中共懐化市委書記
- 段林毅：湖南省民政庁庁長
- 劉宗林：湖南省農業庁庁長
- 劉明欣：湖南省交通庁庁長
- 賀仁雨：元湖南交通庁庁長
- 向世林：湖南省建設庁庁長
- 毛叙保：元湖南商務庁庁長
- 方光華：西安市副市長
- 瞿海：湖南省郴州市市長
- 龔文密：湖南邵陽市市長
- 楊金鳶：湖南省広播電視局局長
- 王新松：湖南省塩務管理局局長
- 顔向陽：湖南省水庫移民局局長
- 蒋新祺：湖南省質量監督局局長
- 厳寅初：河南煤砿安全監察局長
- 黄加訓：江西煤砿安全監察局長
- 黄贊佳：湖南省外国専家局局長
- 王魯湘：中国国家画院研究員
- 厳文斌：新華社對外編輯部主任、中国特稿社社長
- 関心国：元新華社総編室副主任
- 舒斌：紅網董事長、総編輯
- 劉清華：中南伝媒副総経理、湖南文芸出版社社長
- 劉剣：湖南瀟湘晨報伝媒経営有限公司董事長、総編輯
- 湯応武：広州日報報業集団董事長
- 匡導球：南京報業伝媒集団総経理
- 欧陽国忠：広源伝媒集団総裁
- 馬寧、鄒継紅、鄧献忠：湖南日報報業集団副総編輯
- 周衛軍：中国消費者報副総編輯
- 唐湘岳：光明日報湖南站站長
- 李倫娥：中国教育報湖南站站長
- 劉粼：経済日報湖南站長
- 方大豊：工人日報湖南記者站站長
- 王伏虎：今日女報社長、総編輯
- 劉壹平：湖南衛視党委書記
- 戚人傑：湖南教育電視台台長
- 劉九如：電子工業出版社総編輯
- 申平華：中国少児新聞出版総社副総編輯
- 李建国：湖南人民出版社社長
- 黄楚芳：湖南教育出版社社長
- 曠昕：深圳海天出版社社長

## 対外関係

### 日本における協定校
- 千葉大学
- 滋賀大学
- 関西大学
- 鹿児島大学

部局間学術交流協定
- 商学院と四国大学 経営情報学部